# Eccoptosage annulicornis
Eccoptosage annulicornis är en stekelart som först beskrevs av Joseph Augustine Cushman 1922.  Eccoptosage annulicornis ingår i släktet Eccoptosage och familjen brokparasitsteklar. Inga underarter finns listade i Catalogue of Life.